# Samsung Galaxy A40
O Samsung Galaxy A40 é um smartphone Android desenvolvido e fabricado pela Samsung Electronics. Faz parte da série Galaxy A, que é voltada para o mercado intermediário. A empresa divulgou este telefone no dia 19 de março de 2019 e foi lançado na Europa um mês depois.

## Especificações

### Software
O smartphone sai de fábrica com sistema operacional móvel Android 9 com a interface One UI da Samsung.